# Nukunonu
Nukunonu (alte Namen: Duke of Clarence Island, Nukunono) ist eine bewohnte Insel im Pazifischen Ozean, die politisch zu Tokelau gehört. Sie ist die mittlere und größte der drei Inseln des Tokelau-Archipels, der sich zwischen dem 8. und 10. Breitengrad südlich des Äquators von Nordwest nach Südost erstreckt.

## Geografie
Das Atoll ist von annähernd fünfseitiger Gestalt und besteht aus 24 Motus (nach anderen Quellen: 30), fünf größeren und 19 kleineren. Ein ausgedehntes Korallenriff mit zeitweise bestehenden Sandbänken nimmt die gesamte Nordseite des Atolls ein. Die größte der Riffinseln liegt an der Ostseite der Lagune. Sie ist 6,4 km lang und 270 m breit, umfasst 1,5 km² und wird in der einheimischen Sprache Nanu la Taulaga (in Englisch: Long Island) genannt, wobei „Taulaga“ auf Samoanisch „Opfer“ bedeutet. Zwei der Riffinseln sind bewohnt: Motu Vao und Motuhaga an der Südwestseite. Alle Motus haben zusammen eine Landfläche von nur 4,7 km².:77
Die Lagune ist mit 109 km² jedoch weitaus größer. Sie hat eine Nord-Süd-Ausdehnung von 13 Kilometern und ist mit bunten Korallenköpfen gesprenkelt, um die sich vielfältige Lebensgemeinschaften gebildet haben. Eine befahrbare Passage in die Lagune gibt es nicht. Der Zyklon von 1914 brach eine Lücke in das südliche Ende der bewohnten Insel und trennte Motusanga ab.:77 Heute liegt die Siedlung beiderseits des Durchbruchs, der mit einem Betonsteg überbrückt ist.
Die Landfläche der Motus besteht größtenteils aus Korallensand und Geröll, stellenweise auch mit emporgehobenen Blöcken aus Korallengestein oder herausragenden einzelnen Felsbrocken. An keiner Stelle liegt das Land höher als 5 m über dem Meeresspiegel.

### Klima
Nukunonu gehört nach der Klassifikation des Klimas von Köppen und Geiger zur tropischen Klimazone Af. Das Klima ist tropisch-feucht und die mittlere Tagestemperatur liegt bei 23 °C, wobei die Temperaturschwankungen zwischen den einzelnen Jahreszeiten gering sind. In den sechs Monaten von Oktober bis März herrschen Nord- und Nordostwinde vor, begleitet von Gewittern und kräftigen Schauern. Von April bis September, bei vorherrschenden südöstlichen Winden, nehmen die Niederschläge ab und es kommt gelegentlich zu Dürreperioden.:580 Die durchschnittliche Regenmenge liegt bei rund 2500 bis 3000 mm im Jahr.:Tabelle II
Der Tuvalu-Archipel wird gelegentlich von Zyklonen heimgesucht. Am 26. Februar 2005 zog der Zyklon Percy mit Windgeschwindigkeiten von bis zu 250 km/h über Tokelau und verursachte weitreichende Schäden auf allen drei Atollen. Die gravierendsten Verwüstungen richtete der Sturm auf Nukunonu an. Ein Großteil des Dorfes im Südwesten der Insel wurde überschwemmt, zahlreiche Wohngebäude beschädigt, die Schule zerstört und die Stromversorgung des Krankenhauses lahmgelegt. Percy vernichtete einen Großteil der Kokosnussernte, ebenso Bananenpflanzungen und Brotfruchtbäume. Salzwasser flutete die Tarofelder, was einen vollständigen Ernteausfall zur Folge hatte.

### Flora und Fauna
Die Vegetation auf allen Motus ist artenarm und bei den Nutzpflanzen auf Kokospalmen, Pandanus, Brotfrucht, Papaya, Taro und Bananen beschränkt. Das Landschaftsbild wird heute zu einem nicht geringen Teil von Kokospflanzungen bestimmt, die Ende des 19. und Anfang des 20. Jahrhunderts zur Kopra-Produktion angelegt wurden. Reste der ursprünglichen Vegetation findet man noch auf einigen der kleineren Riffinseln. Jeder Bereich hat seine eigene, individuelle und relativ einheitliche Pflanzengemeinschaft. Allen gemeinsam sind nährstoffarme Böden, mangelnde Wasserversorgung, das Fehlen von Süßwasserquellen, Salzspray und gelegentliche Trockenperioden. Im Wesentlichen findet man drei Vegetationszonen:
1. Die unteren Strandbereiche mit Sandflächen, die überwiegend vegetationslos sind, werden bestimmt von Bündeln des robusten Grases der Gattung Lepturus.
2. Die hinteren Strandbereiche, weitgehend stabile Geröllflächen, sind mit Schraubenbäumen (Pandanus tectorius), Scaevola taccata, buschig wachsenden Pemphis acidula und Guettarda speciosa bewachsen.
3. Das mehr oder weniger ebene Inselinnere besteht aus offenen Busch- und niedrigen Waldflächen. Dort wachsen Kokospalmen (Cocos nucifera), Kordien (Cordia subcordata), Pandanus tectorius, Pisonia grandis, Pemphis acidula und Morinda citrifolia.[9][6]

Auch die Fauna ist artenarm und beschränkt sich überwiegend auf Insekten, Eidechsen und Landkrabben (Coenobitidae, Grapsidae, Gecarcinidae). Säugetiere kommen nur als eingeführte Haustiere vor, darunter Pazifische Ratten (Rattus exulans), die die Polynesier auf ihren Fahrten als Nahrungstiere mitnahmen, und die sich mittlerweile ausgewildert haben.

## Geschichte

### Frühgeschichte
Über die Besiedlungsgeschichte von Nukunonu ist wenig bekannt. Die Insel gehört zum Polynesischen Dreieck und wurde von Polynesiern besiedelt, die wahrscheinlich um die Zeitenwende von Samoa einwanderten. Eine Legende berichtet allerdings von einer Besiedlung, die von den Cookinseln ausging: Ungünstige Winde trieben ein mit drei Männern und drei Frauen besetztes Kanu von Rarotonga nach Nordwesten, das schließlich auf einer Sandbank des Atolls Fakaofo landete. Ein Mann und eine Frau beschlossen, dort zu bleiben. Sie pflanzten die mitgeführten Kokosnüsse ein und bauten ein Haus. Die beiden anderen Paare segelten nach Hause zurück. Nach einiger Zeit starb die Frau ohne Nachkommen. Daraufhin baute sich der Mann ein Kanu und segelte nach Nokonunu, wo er eine andere Frau erwählte. Deren Kinder waren die Vorfahren der heutigen Bewohner von Fakaofo.
Trotz großer Entfernungen dazwischen haben die Tokelau-Inseln ein gemeinsames kulturelles Erbe und sprechen einen besonderen polynesischen Dialekt. Ausgrabungen auf der benachbarten Insel Atafu legen nahe, dass es während der gesamten Zeit der menschlichen Besiedlung umfangreiche Interaktionen mit weit entfernten polynesischen Inseln gegeben hat. Nahezu allgegenwärtiges Basaltgestein in Form von Werkzeugen oder Kochsteinen konnte der Insel Tutuila in Samoa zugeordnet werden und Keramikscherben aus einer Ausgrabung auf Atafu stammen von den Fidschi-Inseln. Die Tuvaluische Sprache, die auf Nukunonu gesprochen wird, ist eng verwandt mit der Kapingamarangischen Sprache, die in einigen Polynesischen Exklaven (zum Beispiel Kapingamarangi und Nukuoro) gebräuchlich ist. All dies legt gemeinsame Wurzeln sowie frühe und enge Beziehungen mit anderen, oft weit entfernten Inseln Mikronesiens und Polynesiens nahe.
Der mündlichen Überlieferung nach (die Polynesier hatten, mit Ausnahme der Osterinsel, keine eigene Schrift entwickelt) fand um 1650 n. Chr. unter einem Häuptling namens Te Vaka eine von Fakaofo ausgehende Invasion des gesamten Archipels statt. Nukunonu geriet unter die Hegemonie von Fakaofo, das bis in die Mitte des 19. Jahrhunderts eine Führungsrolle einnahm.:78

### Europäische Entdeckung
Am 24. Juni 1765 entdeckte John Byron während seiner Weltumseglung mit den Schiffen HMS Dolphin und HMS Tamar eine unbewohnte Insel, die er Duke of York’s Island nannte. Ihr heutiger Name ist Atafu. Die südöstlich gelegenen Nachbarinseln Fakaofo und Nukunonu sah er nicht, denn anschließend machte er sich auf die Suche nach den „Santa-Cruz-Inseln“ (Salomonen) von Pedro Fernández de Quirós, die er jedoch verfehlte, da sie auf seinen Karten mit der falschen Position eingezeichnet waren.
Der erste Europäer, der Nukunonu entdeckte, war der britische Kapitän Edward Edwards, den die Admiralität beauftragt hatte, mit der Fregatte HMS Pandora die Meuterer der Bounty aufzuspüren. Nachdem Edwards im März 1791 einige Beteiligte an der Meuterei auf Tahiti hatte festnehmen können, machte er sich erneut auf die Suche nach der Bounty, deren Aufenthaltsort er nicht kannte und die er irgendwo im westlichen Pazifik vermutete. Am 12. Juni 1791 entdeckte Edwards eine unbekannte Insel. Am Strand des niedrigen, dicht bewaldeten Atolls konnte er mehrere Insulaner ausmachen, die freundlich winkten. Edwards sandte ein Beiboot aus, um mit den Bewohnern in Kontakt zu treten. Wegen der starken Brandung musste das Unternehmen jedoch abgebrochen werden. Am nächsten Tag landeten zwei Offiziere der Pandora mit einer starken Gruppe auf dem nordwestlichen Motu des Atolls. Sie fanden nur eine verlassene Siedlung vor, offensichtlich waren die Bewohner aus Furcht vor den Fremden geflüchtet. Edwards vermutete, es seien keine permanenten Einwohner, sondern zeitweilige Besucher von der Insel Atafu, die Nukunonu zum Fischen und zur Kokosnussernte aufsuchten. Er benannte die Insel „Duke of Clarence's Island“ nach dem Sohn von König Georg III., den späteren König Wilhelm IV.
Am 26. Januar 1824 meuterte im westlichen Pazifischen Ozean die Besatzung des Walfängers Globe aus Nantucket, ermordete Kapitän Worth und die Offiziere und verschleppte das Schiff zur Insel Mili in der Marshallgruppe, wo die Männer eine Siedlung gründen wollten. Um die Meuterer zu finden und festzunehmen, entsandte die Admiralität Kapitän John Percival, genannt „Mad Jack“ (der böse Jack), mit dem Schoner Dolphin, der zur Pacific Squadron der US Navy gehörte. Am 18. August 1825 verließ die USS Dolphin den Hafen von Chorillos in Peru und erreichte über die Galapagosinseln, die Marquesas und das Caroline-Atoll Nokunonu am 29. Oktober 1825. Die Dolphin umfuhr die gesamte Insel, die, wie Percival berichtete, dicht mit Kokospalmen bedeckt war („all covered with a thick growth of cocoa-nut trees“). Die Seeleute konnten eine Ansammlung von Hütten sowie etwa zwanzig Kanus feststellen, jedes mit vier bis sieben Männern besetzt. Da sich zahlreiche Insulaner, darunter Frauen und Kinder, am Stand versammelten und winkten, ließ Percival ein das Beiboot ausbringen. Eines der Kanus legte am Schiff an und ein großer, kräftiger Insulaner kam an Bord. Nachdem eine Verständigung nicht zustande kam, ergriff der Krieger mehrere herumliegende Ausrüstungsteile der Dolphin und warf sie in sein Kanu. Um weitere Diebstähle zu verhindern, drängte Leutnant Paulding den Mann mit einer Muskete zurück in sein Kanu, das sich daraufhin schnell entfernte. Als die Seeleute Lotungen vornahmen, da sich die Dolpin nahe der Küste befand, versuchten die Insulaner das Senkblei von der Lotleine abzuschneiden. Die Mannschaft der Dolphin wollte mit Drohungen weitere Diebstähle verhindern, doch unter lautem Geschrei bewarfen die Insulaner das Deck mit Kokosnüssen und Wurfkeulen. Dabei wurde der Schiffsarzt leicht verletzt. Inzwischen war die Zahl der mit Kriegern besetzten Kanus, die das Schiff umgaben, auf fast einhundert angewachsen und auch die Bootsmannschaft fühlte sich bedroht, sodass sie auf eine Landung verzichtete. Als sich ein Pistolenschuss löste und einen der Krieger an der Hand verletzte, brachen die Eingeborenen ihre Aktionen ab und flüchteten. Der Verwundete wurde an Bord der Dolphin genommen, versorgt und mit einigen Stücken Eisen beschenkt. Dann sprang er ins Wasser und schwamm zu einem Kanu, das ihn aufnahm. Trotz dieser Vorkommnisse entwickelte sich anschließend ein reger Handel mit Kokosnüssen und Handwerkskunst der Insulaner gegen Stücke von Fassreifen und alten Nägeln. Auf einer Insel ohne Eisen waren das begehrte Waren. Jeder männliche Insulaner war bewaffnet mit einem langen Speer und einer kurzen, mit scharfen Haifischzähnen bedeckten Handwaffe aus Holz, einer Reißwaffe, wie sie auch von den Gilbertinseln, Hawaii und Kiribati bekannt ist. Eine Gruppe von Seeleuten, die sich auf der Suche nach Trinkwasser in das Inselinnere begeben hatte, sah sich plötzlich von bewaffneten Eingeborenen bedroht und brach das Unternehmen ab. Am Abend des 30. Oktober 1825 verließ die Dolpin Nokunonu und segelte weiter zur Insel Atafu.
Am 28. Januar 1841 erreichten die Schiffe Peacock und Flying Fish der United States Exploring Expedition unter dem Kommando von Charles Wilkes von Atafu kommend Nokunonu. Die Besatzung betrat die Insel nicht. Wilkes widmet ihr in seinem Bericht nur wenige Zeilen:

„On the 26th, the vessels sailed for the Duke of Clarence Island, which they did not reach until the 28th, though only a few miles distant. It was found to be seven and two-tenths miles long, and five miles wide. It is of a triangular shape.
Am 26. [Januar 1841] segelten die Schiffe zur Duke of Clarence-Insel, die sie erst am 28. erreichten, obwohl sie nur wenige Meilen entfernt war. Es wurde festgestellt, dass sie 14 Kilometer lang und 9 Kilometer breit war. Sie hat eine dreieckige Form.“

Unter dem Guano Islands Act vom 18. August 1856 erhoben die Vereinigten Staaten Ansprüche auf Nukunonu. Ein Guano-Abbau fand jedoch niemals statt.:28

### Mission
Die ursprüngliche Religion von Nukunonu wurde von der Nachbarinsel Fakaofo bestimmt, die seit dem 17. Jahrhundert eine Führungsrolle unter den Tuvalu-Inseln einnahm. „Der große Gott“ Tui Tokelau von Fakaofo war somit auch in Nukunonu die dominierende Macht und wurde zu einer alles beherrschenden Präsenz. Tui Tokelau manifestierte sich in einer großen, in Matten eingehüllten Säule aus Korallengestein, die vor dem Gotteshaus in Fakaofo stand. Der „Aliki“, der oberste Häuptling, war Sprecher des Gottes und Quelle allen Wohlstands und Segens. Die Verehrung von Tui Tokelau verlangte von Nukunonu bedeutende Opfergaben. Am auffälligsten waren die „Kiekie“ (ein kunstvoll geflochtener Hüftschmuck, vorwiegend aus Pandanus-Fasern), die an einem Lendenschurz befestigt waren, der die Korallensäule umhüllte.
Heute ist die Bevölkerung von Nukunonu überwiegend katholisch. Die Christianisierung war weitgehend das Werk von Susitino (Taufname: Justin) Takua (ca. 1830–1914), einem einheimischen Konvertiten. Die Ereignisse, die zur Verbreitung des katholischen Glaubens geführt haben, sind nur mündlich überliefert. Sage und Wahrheit sind schwer zu trennen. Im Jahr 1846 wurde Fakaofo von einem Zyklon heimgesucht, der umfangreiche Verwüstungen anrichtete. Der größte Teil der Bevölkerung verließ die zerstörten Häuser und machte sich in acht Kanus auf den Weg, um in Nukunonu Zuflucht zu suchen. Sie wurden jedoch abgetrieben und landeten schließlich auf der zu Wallis und Futuna gehörenden Insel Uvea, wo sie mit römisch-katholischen Maristenpatres in Kontakt kamen und sich taufen ließen. Auch Justin Takua konvertierte zum Katholizismus und wurde in Uvea zum Katecheten ausgebildet. Er kehrte zunächst nach Fakaofo und dann nach Nukunonu zurück, wo es unter seiner Anleitung zu einer Massenkonvertierung kam. In den 1890er Jahren wurde Justin Takua „Aliki“ (Oberhäuptling) der Insel und wird heute noch hochverehrt.
In den Jahren, in denen die Katholiken unter den Bewohnern Nukunonus Einfluss gewannen, schickte die London Missionary Society ausgebildete einheimische Lehrer aus Samoa zu den Tokelau-Inseln, um das Volk zum Protestantismus zu bekehren. Im August 1858 besuchte das Missionsschiff John Williams der London Missionary Society (LMS) mit Reverend William Murray (1837–1906) auch Nukunono. Die Missionare der LMS fanden alle Menschen bereits zum katholischen Glauben konvertiert. Nachdem sie mit den Insulanern nicht ins Gespräch kommen konnten und keinen Lehrer auf der Insel zurücklassen durften, fuhren sie weiter nach Fakaofu.

### Blackbirder
Zur Mitte des 19. Jahrhunderts kam der Sklavenhandel aus Afrika zum Erliegen. Das hatte auf den großen Haziendas in Südamerika einen Mangel an Arbeitskräften zur Folge. Sogenannte Blackbirder, kamen daher auf die Idee, die fehlenden Arbeitskräfte auf den pazifischen Inseln zu rekrutieren. Die Methoden der Kapitäne waren unterschiedlich. In der Regel lockte man die Menschen mit kleinen Geschenken zum Tausch an die Küste oder an Bord der Schiffe. Im besten Fall kamen sie freiwillig mit, im schlimmsten Fall überfiel und fesselte man sie. Einmal an Bord, wurden sie aufgefordert, langjährige Arbeitskontrakte zu unterzeichnen, deren Bedeutung sie nicht verstanden.
Zwischen dem 5. und 9. Dezember 1862 verließen mehrere peruanische Schiffe den Hafen von Callao um auf den polynesischen Inseln Arbeitskräfte zu rekrutieren. Drei davon, die Guillermo, die Rosa Patricia und die Rosa y Carmen kamen auch nach Nununonu. Wie die Bewohner den Missionaren erzählten, wurden sie „wie Tiere inspiziert, die Alten und Kranken beiseite gelegt und alle anderen bündelweise an Bord der Schiffe“ gebracht.:68 Insgesamt 76 Einwohner wurden entführt. Bei einer geschätzten Einwohnerzahl von 140 war das mehr als die Hälfte der Bewohner.:192 Die gesellschaftlichen Folgen waren dramatisch. Abgesehen von der psychischen Belastung durch die Trennung der Familien, kam es zu Nahrungsknappheit, da die Arbeitskräfte für traditionelle Männerarbeiten – wie Fischfang und das Pflücken der Kokosnüsse – fehlten. Es wurden weniger Kinder geboren, sodass Abtreibungen und Kindestötungen als herkömmliche Maßnahmen zur Bevölkerungskontrolle nicht mehr ausgeübt wurden.:170–171

### Neuere Geschichte
Die „All Red Line“ war ein System elektrischer Telegrafen, das weite Teile des britischen Empire miteinander verband. Die letzte umfangreiche Aufgabe zur Fertigstellung war die Kabelverlegung im transpazifischen Abschnitt. Eine Resolution zur Umsetzung eines solchen Projekts wurde 1887 von der ersten Kolonialkonferenz (Imperial Conference) verabschiedet. In den Folgejahren annektierte Großbritannien mehrere Pazifikinseln, um dort Relaisstationen für das geplante Trans-Pazifik-Kabel von Kanada nach Australien einzurichten. Am 21. Juni 1889 erklärte Commander Cecil Frederick Oldham (* 1852; † 1937) an Bord der Sloop HMS Egeria das britische Protektorat über Nokunonu. Großbritannien ließ die Insel zunächst „in absentia“ von den Repräsentanten in Samoa und Tonga, später von Ocean Island, verwalteten. Die Tokelau-Inseln wurden unter den Schutz des Hochkommissars für den Westpazifik (High Commissioner for the Western Pacific) in Suva gestellt. 1916 wurden sie Teil der Kolonie der Gilbert- und Elliceinseln. Mit dem sogenannten Tokelau Act (Public Act 1948 No. 24 vom 29. Oktober 1948) wurde Nukunonu Teil des Neuseeländischen Hoheitsgebietes.

## Infrastruktur und Bevölkerung
Auf Nukunonu gibt es nur eine Siedlung. Nach der Volkszählung des Jahres 2016 leben dort 452 Menschen. Die Mehrzahl der Einwohner sind Katholiken und gehören zur Mission sui juris Tokelau.
Nukunonu hat keinen Flugplatz – der nächste Flugplatz befindet sich auf Funafuti – und keinen Hafen. Da es keine befahrbare Passage zwischen der Lagune und dem Ozean gibt, liegen Versorgungsschiffe vor dem Dorf auf Reede, Waren und Passagiere werden in kleinere Boote umgeladen und zu einem Betonsteg in Höhe des Dorfes gebracht. Unbefestigte Straßen gibt es nur im Bereich der Siedlung. Hauptverkehrsmittel ist das Boot.
Die Insel leidet unter Trinkwassermangel, da es nur eine Süßwasserquelle gibt.:77 Das meiste Brauchwasser wird bei Regen von den Dächern aufgefangen und in Zisternen gespeichert.
Sonnenkollektoren sorgen für Strom, der auch die zwei Nachbarinseln Fakaofo und Atafu mit Energie versorgt.